# Forrest Shreve
Forrest Shreve (8 de julio de 1878 - 19 de julio de 1950) fue un botánico, y ecólogo estadounidense.

## Biografía
Era hijo de Henry y de Helen Garrison, aborigen de Easton (Maryland). Su afiliación religiosa fue con la Sociedad Religiosa de los Amigos (cuáqueros). Políticamente, era un republicano. Su pasatiempo era coleccionar y estudiar sellos. Se casó con Edith Ataúd el 17 de junio de 1909 en Florence, AL (30 años), y tuvo una hija, Margaret. Murió en Tucson, AZ, en 1950.

### Carrera
Su carrera profesional se dedicó al estudio de la distribución de la vegetación según lo determinado por las condiciones de suelo y clima. Sus contribuciones a la botánica sentó las bases para los estudios modernos y, sus libros son considerados como clásicos por los botánicos de todo el mundo.
Después de recibir su educación preparatoria en George School, en Newton, PA; en 1901, obtuvo su BA por la Universidad Johns Hopkins.
De 1904 a 1908, realizó un estudio botánico del Estado de Maryland. En 1905, obtuvo su Ph.D. por la misma universidad.
De 1905 a 1906, y nuevamente en 1909, estudió la vegetación de las montañas de Jamaica. En 1906, se convirtió en profesor asociado de botánica en Goucher College, y permaneció allí hasta 1908, cuando se trasladó a Tucson, AZ, para trabajar en el Instituto Carnegie de la biblioteca Washington Desert. De 1911 a 1919, trabajó como editor de la revista científica botánica Plant World. En 1914, publicó su libro A Montane Rain-forest. En 1915, ayudó a fundar la Sociedad Ecológica de EE. UU., donde se desempeñó como secretario-tesorero hasta 1919, y como presidente, en 1921 En 1926, Shreve trabajó como editor del libro "Naturalist's Guide to the Americas (Guía del naturalista de las Américas). En 1928, fue puesto a cargo Investigaciones de zonas áridas, del Instituto Carnegie, y en 1932 comenzó estudios de florística en el desierto de Sonora.
En 1940, se desempeñó como vicepresidente de la Asociación de Geógrafos Estadounidenses, y publicó "The Desert Vegetation of North America" en "Botanical Review". Se retiró en 1946.

## Algunas publicaciones
- The Plant Life of Maryland. The Johns Hopkins Press. 1910
- A Montane Rain-forest: A Contribution to the Physiological Plant Georaphy in Jamaica. Carnegie Institute of Washington. Washington D.C: 1914
- The Vegetation of a Desert Mountain Range as Conditioned by Climatic Factors. Carnegie Institute of Washington. Washington D.C.: 1915
- Naturalist's Guide to the Americas (editor) 1926
- The Cactus and its Home. The Williams & Wilkins company. 1931
- "The Desert Vegetation of North America". The Botanical Review 8 ( 4) (abril 1942): 195–246
- Vegetation and Flora of the Sonoran Desert (pósthumo). Standford Univ. Press. 1964

## Eponimia
Especies (más de 40)
- (Cactaceae) Opuntia shreveana C.Z.Nelson[4]
- (Fabaceae) Acacia shrevei (Britton & Rose) Tidestr.[5]
- (Verbenaceae) Glandularia shrevei (Moldenke) Umber[6]